# 亞氏弱棘鯻
亞氏弱棘鯻（學名：Hephaestus adamsoni）為鱸形目鱸亞目鯻科的其中一種，分布於巴布亞紐幾內亞南高地省庫圖布庫湖，為特有種，被IUCN列為易危物種，體延長而側扁，背鰭硬棘12枚；背鰭軟條10-12枚；臀鰭硬棘3枚；臀鰭軟條9-10枚，體長可達40公分，稚魚出現在湖邊淺水處，成魚則成群活動於陡峭的岩壁深水域，為生活在湖邊Foi人的主要蛋白質攝取來源，可做為食用魚及觀賞魚。

## 擴展閱讀
維基物種上的相關：亞氏弱棘鯻